# Cratere Prytanis
Prytanis è un cratere sulla superficie di Dione.